# 威廉·J·博鲁茨基
威廉·J·“比尔”·博鲁茨基（英語：William J. "Bill" Borucki，1939年—），美国空间科学家，曾在美国国家航空航天局艾姆斯研究中心工作。1962年，博鲁茨基设计了用于阿波罗计划航天器的隔热板。2013年，博鲁茨基因关于开普勒计划的工作获得了美国国家科学院亨利·德雷珀奖章。2015年，他获得了邵逸夫天文学奖。

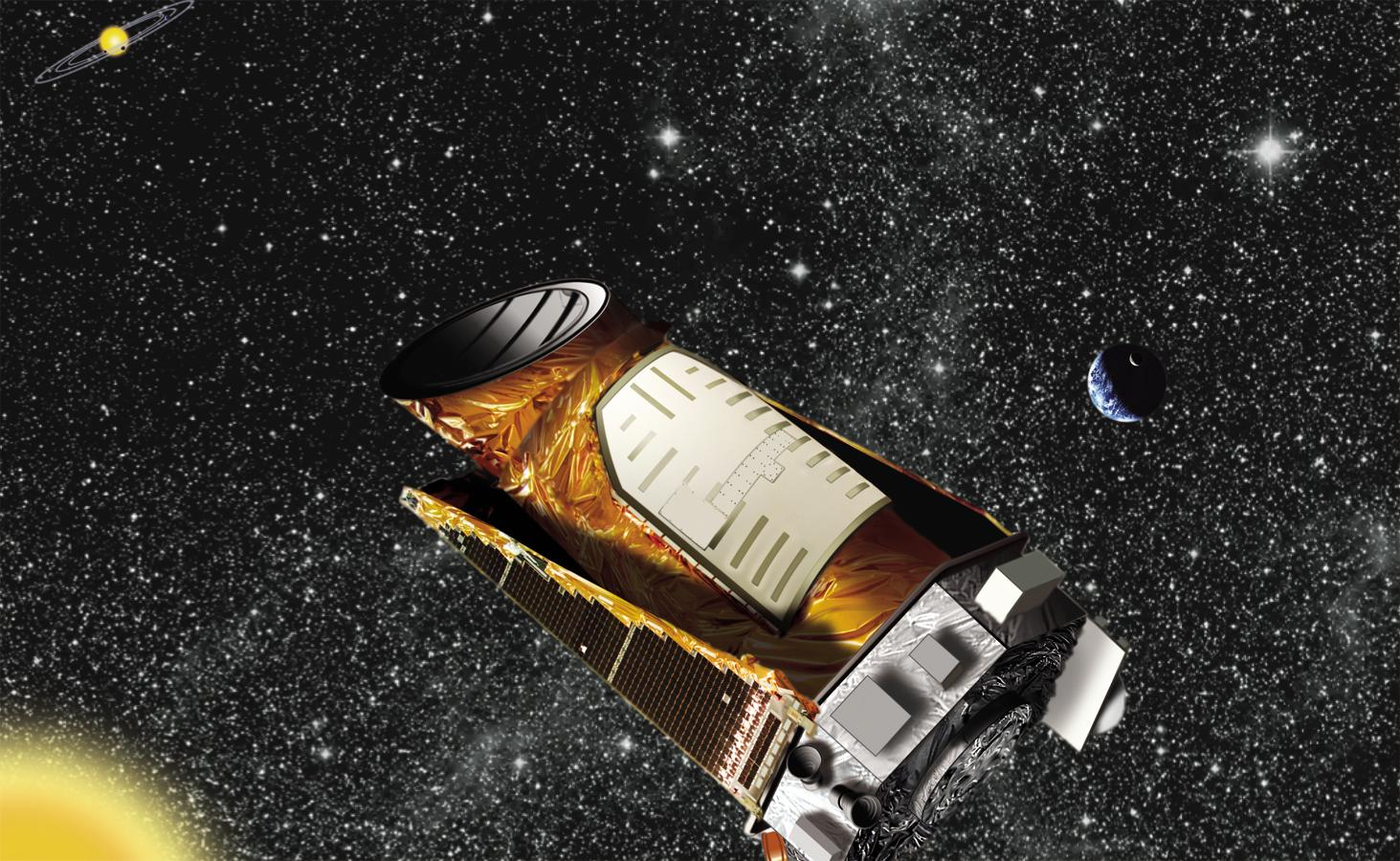
开普勒望远镜